# Майданшахр
Майданша́хр (пушту میدان ښار‎ Maydān ʂār, Maydān xār, дари میدان شهر Maydān Šahr) — город в Афганистане, центр провинции Вардак, расположен на северо-востоке провинции.
Майданшахр является маленьким городом с малоэтажной застройкой и небольшим населением, вместе с пригородами он образует одноимённый муниципалитет (муниципальный район).
В городе имеется база спецподразделения вооружённых сил Афганистана.

## Демография
По состоянию на 2003 год население составляло 35 008 человек, из них пуштуны — более 85 %, остальная часть — таджики и хазарейцы.
В 2015 году население муниципалитета составляло 60 658 человек, из них в городе проживали, по оценкам, от 11 888 до 14 265 жителей в 1 585 домохозяйствах.

## География
Майданшахр расположен на высоте 2225 метров над уровнем моря в 40 км  к западу от Кабула. Это маленький город, его площадь — 33 кв. км (3 347 Га), в нём выделены 4 района, жители (домохозяйства) сконцентрированы с двух из них. Около 80 % площади города не используется.

## История
21 января 2019 года боевики группировки Талибан организовали взрыв и напали на военную базу, расположенную в городе. В результате произошедшего боя убиты трое нападавших. Кроме них, погибли не менее 36 человек, а 58 получили ранения.

## Персоналии
- Зарифа Гафари — афганская политическая деятельница, правозащитница, в 2018 году стала мэром Майданшахра в возрасте 26 лет (одна из немногих женщин, занявших должность мэра в Афганистане). Зарифа приложила много усилий для улучшения положения афганских женщин и пережила несколько покушений[5][6][7].